# Hennig Brand
Hennig Brand(t) (1630-1710) var en tysk købmand og alkymist fra Hamborg, som opdagede fosfor i 1669, under bearbejdelsen af urin.